# ハミルトン・フィッシュ3世
ハミルトン・ストイフェサント・フィッシュ（英語: Hamilton Stuyvesant Fish、1888年12月7日 - 1991年1月18日）は、アメリカ合衆国の軍人、政治家。ハミルトン・フィッシュ3世、ハミルトン・フィッシュ・ジュニアとしても知られる。
ニューヨーク州出身。ニューヨーク州の政治で長く活躍した一家に生まれ、自らも1920年から1945年にかけてアメリカ合衆国下院議員を務めた。在任中は、アメリカ合衆国の対外介入に反対したことで有名で、フランクリン・ルーズベルト大統領を批判した。1990年に102歳の誕生日を祝った時点では、フィッシュはアメリカ合衆国議会議員経験者として最年長の存命のアメリカ人であった。

## 家系と生い立ち
ニューヨーク州ギャリソンにて、元共和党所属アメリカ合衆国下院議員の父ハミルトン・フィッシュ2世と母エミリー・マンの間に生まれる。父方の祖父ハミルトン・フィッシュは共和党所属のユリシーズ・グラント大統領の下でアメリカ合衆国国務長官を務めた。初代ハミルトン・フィッシュの父であるニコラス・フィッシュ（1758年生まれ）は大陸軍の士官であったが、後にジョージ・クリントン知事からニューヨーク州の軍務局長 (adjutant general) に任命された。

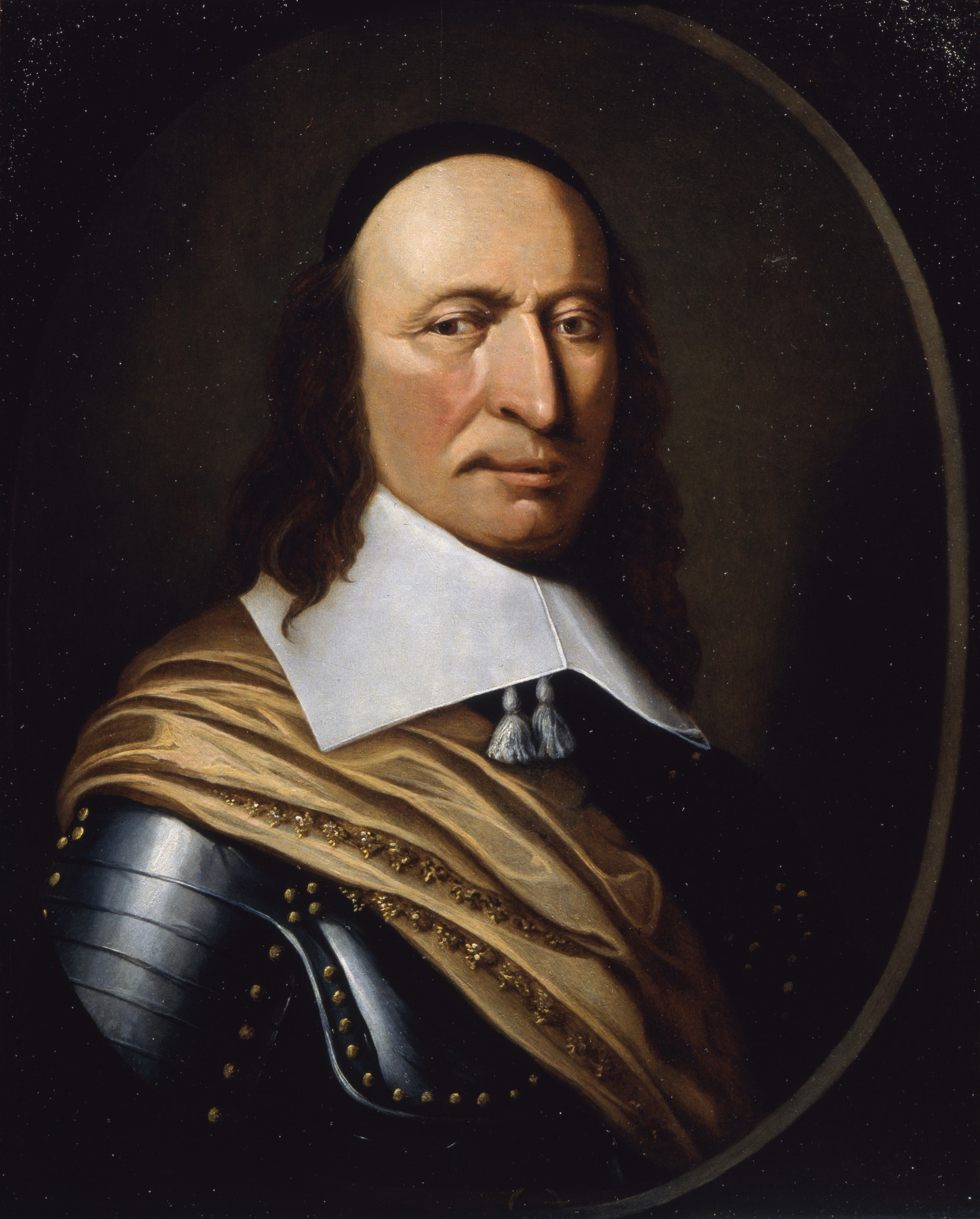
ピーター・ストイフェサント（1660年）

ニコラス・フィッシュの妻はエリザベス・ストイフェサントで、オランダのニューアムステルダム植民地総督ピーター・ストイフェサントの末裔である。ハミルトン・フィッシュ3世は、母のエミリー・マンを通して、1636年にコネチカット州ハートフォードに入植したトーマス・フッカーの末裔でもある。フィッシュの伯父イライアス・マンは、判事及びニューヨーク州トロイ市の市長を3期務めた。
フィッシュの曽祖母スーザン・リヴィングストンは、大陸会議のサウスカロライナ州代表であった夫ジョン・ケインを亡くした後、1800年にユリアン・ウルスィン・ニェムツェヴィチ伯爵と再婚した。軍人で政治家でもあったニェムツェヴィチは、ポーランドの5月3日憲法を書いた人物だと信じられている。フィッシュはジョン・ケインとスーザン・リヴィングストンの曽孫であるがゆえに、1982年にニュージャージー州知事に選ばれたトーマス・ケインはフィッシュの親戚である。
（ハミルトン・フィッシュとも名付けられた）ハミルトン・フィッシュ3世の従兄弟は、セオドア・ルーズベルトのラフ・ライダーズのL中隊の軍曹であったが、米西戦争で戦死した最初のアメリカの軍人となった。ハミルトン・フィッシュ2世は戦死したフィッシュの従兄弟に敬意を表して、10歳になる息子フィッシュの名前を法的に"ハミルトン・ストイフェサント・フィッシュ"から単に"ハミルトン・フィッシュ"に変更した（この従兄弟とハミルトン・フィッシュ3世は決して会ったことはなかった）。
フィッシュは1921年に元ブルックリン市長アルフレッド・C・チェイピン (1848–1936) の娘、グレイス・チェイピン・ロジャース (1885–1960) と結婚した。二人の間に生まれた息子ハミルトン・フィッシュ4世は、ニューヨーク州選出のアメリカ合衆国下院議員を1969年から1995年まで13期務めた。フィッシュ夫妻の娘リリアン・ベロニカ・フィッシュは、ウィリアム・ランドルフ・ハーストの息子デービッド・ホイットミア・ハーストと結婚した。

### 教育

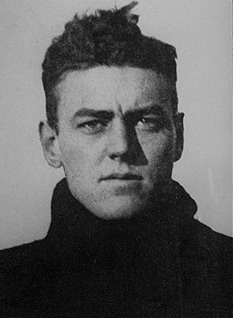
ハーバード大学時代のハミルトン・フィッシュ

子どもの頃、フィッシュはジュネーブに近いスイスの学校シャトー・ド・ランシー (Chateau de Lancy) に通った。この学校はフィッシュの父も1860年に通っていた学校であった。そこでは、（息子の）フィッシュはフランス語を学び、サッカーをした。夏は家族と一緒にバイエルン州で過ごした。マサチューセッツ州サウスボロにあるフェイ・スクールというアメリカの全寮制学校の教育を受け始めたが、その後は共に同じサウスボロにあったセント・マークス・スクールとプレップ校に通った。フィッシュは後に自身を"B学生"であったと自叙しているが、複数の異なるスポーツで成功した。
1906年にセント・マークス・スクールを卒業したフィッシュは、ハーバード・カレッジに進学して通い、1910年度卒業生となった。大学では、ハーバードのアメリカンフットボールチーム（ポジションはタックル）でプレーし、ポーセリアンクラブの会員であった。身長6フィート4インチ (1.93 m)、体重200ポンド (91 kg)の"ハム"・フィッシュ ("Ham" Fish) は、カレッジフットボールの全米チームのメンバーに2回選ばれ、1954年にはカレッジフットボール殿堂入りするなど、フットボール選手として大成功であった。フィッシュはイェール大学卒業生ウォルター・キャンプの"All time" "All America"チームに属した唯一のハーバード大学出身者であった。ハーバード大学卒業後も、フィッシュはフットボールに没頭し続けた。ハーバードのフットボール選手に授与されるいくつかの賞のために5000ドルを寄付したほか、ハーバード・ロー・スクールのフットボールチームを組織して全国の他の大学とのエキシビション試合を行った。
1909年、二十歳になったフィッシュは歴史と政府の専攻においてカム・ロードの学位を授与されてハーバード大学を早く卒業した。フィッシュはハーバードで歴史を教えるよう誘われたが、これを丁重に断り、その代わりにハーバード・ロー・スクールに通った。フィッシュはロー・スクールを卒業する前に自主退学し、ニューヨーク市の保険事務所に就職した。
フィッシュは1914年、1915年、1916年の3年にわたり、ニューヨーク州下院で進歩党所属の議員であった。

## 軍役

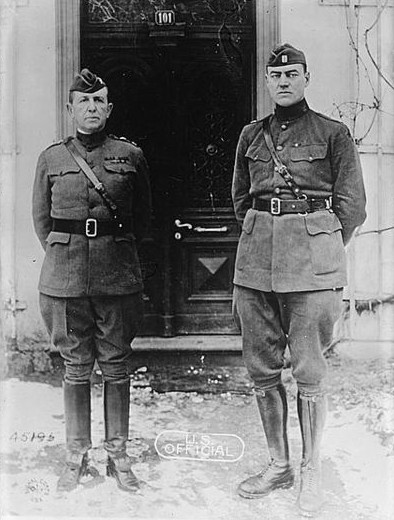
マーク・L・ハーシー将軍（左）とハミルトン・フィッシュ3世大尉（右）

アメリカ合衆国が第一次世界大戦に参戦する以前、フィッシュは第15ニューヨーク歩兵隊K中隊の大尉であった。連邦軍のために第15歩兵隊が動員されたとき、（第15ニューヨーク歩兵隊が動員を受けて改めて指定されたこともあって）フィッシュはウィリアム・ハワード大佐からの第369合衆国歩兵連隊でその地位を保持するように、との申し出を受け入れた。第369歩兵連隊はアフリカ系アメリカ人の下士官兵と白人の士官（及び開戦時は少数の黒人士官）から成る部隊であり、ハーレム・ヘルファイターズ (Harlem Hellfighters) として知られるようになった。第369歩兵連隊は第93歩兵師団に配属された。
ウィルソン大統領がドイツに対して宣戦布告（1917年4月）した後の夏に、フィッシュと約2000人の兵士はキャンプ・ホイットマン（ニューヨーク州）で訓練を開始した。1917年10月、部隊は更なる訓練のためキャンプ・ワズワース（サウスカロライナ州）への移動を命じられた。1917年11月、連隊はUSS"ポカホンタス"に乗船し、フランスへ向けて出航したが、その後間もなく船はエンジントラブルのため陸地に引き返した。再び出発に失敗した後、船は1917年12月13日に出航した。他の船と衝突したり、ドイツの潜水艦から船を守るための駆逐艦による護衛がなかったりしたにもかかわらず、連隊は無事にフランスに到着した（フィッシュは護衛が付かなかったことについて、海軍次官補のフランクリン・D・ルーズベルトに不満を述べた）。
フィッシュと部隊は12月26日にフランスのブレストに上陸した。第369連隊は、アメリカ合衆国のジョン・パーシング将軍により、フランス陸軍の指揮下に置かれた。総じて、第369連隊は191日間を前線で過ごしたが、これは他のどのアメリカの連隊よりも長かった。また、連合国として最初にライン川に到達した連隊でもあった。フィッシュはシルバースターとフランスの戦功十字章 (Croix de Guerre) を受章した。加えて、フィッシュと、前線近くで看護婦として働いた姉のジャネット・フィッシュの二人は、その戦時の活躍を讃えて、後にレジオンドヌール勲章を受章した。
フィッシュは1919年3月13日に少佐に昇進し、同年4月25日にアメリカに戻った。フィッシュは1919年5月14日に軍を除隊したが、1940年代まで予備役将校部 (Officers' Reserve Corps) に属し、最終的に大佐の階級に上がった。

## 合衆国議会議員時代
エドムンド・プラットの辞職により生じた空席を埋めるため、選挙に出馬したフィッシュは初当選し、1920年11月2日から、（1944年の選挙で敗北して再選を果たせず）1945年1月3日に退任するまで、アメリカ合衆国連邦議会下院議員の地位にあった。25年近くに及んだ議員生活の中で、フィッシュは強硬な反共主義者及びかつての友人であるフランクリン・ルーズベルトの仇敵として知られるようになったことで、その認知度が高まり、反ルーズベルト派の議員らの盟友とされた。
フィッシュはフランクリン・ルーズベルトのニューディール政策に反対していた。真珠湾攻撃後までは不干渉主義者であったフィッシュは、ヒトラーのドイツからユダヤ人を助けることを目標とした数々の立法上及び外交上の動きにも責任があった。フィッシュが非を認めようとせずニューディール政策に反対したことはルーズベルトを駆り立て、フィッシュと浮かれ騒ぎ嘲笑していた他の2人の連邦議会の反対者（マーティンとバートン）は、ルーズベルトの1940年の大統領選の選挙戦の主要素となった。最後には、ある程度ニューヨーク州知事トマス・E・デューイに影響されて、フィッシュの議員としてのキャリアは、自身の選挙区で共和党の予備選挙に勝利したけれども1944年の総選挙で落選したことにより終わった。

### 第一次世界大戦の無名戦士と無名戦士の墓
1920年12月21日、ハミルトン・フィッシュ議員は第66議会に67号決議案を提出した。この決議案は、第一次世界大戦中にフランスで戦死した無名のアメリカ人戦士の遺骨をアメリカ合衆国に返還すること、及びその遺骨を首都ワシントンD.C.からポトマック川を越えた所にあるバージニア州のアーリントン国立墓地のメモリアル・アンフィシアターの外側に建設されることになる神聖な墓に埋葬することを認めるものであった。連邦議会はこの決議案を1921年3月4日に承認した。1921年10月23日、フランスのパリから約90マイルの所にあるシャロン＝シュル＝マルヌにて、フランスで戦死した無名のアメリカ人戦士の遺骨を収めていた4つの棺の中から無名戦士の遺骨が収集された。収集された遺骨はアメリカ合衆国に返還され、1921年11月11日に厳かな儀式の中、連邦議会議事堂で第一次世界大戦の無名戦士が正装安置され、国葬の葬列の後に、アーリントンの墓地に埋葬された。墓は1937年に完成し、無名戦士の墓 (The Tomb of the Unknowns) として知られるようになり、今日ではアメリカ陸軍のアメリカ合衆国第3歩兵連隊（通称：オールド・ガード; The Old Guard）の中から選り抜かれた歩哨が日々24時間体制で墓を守っている。その墓及びそこに眠る無名戦士たちは、今日ではアメリカ合衆国内で最も神聖な軍用地と考えられており、それはおそらく国家に対するフィッシュの最大の遺産であろうと思われる。

### ロッジ＝フィッシュ決議
1922年6月にフィッシュは1917年のバルフォア宣言を通じた英国のパレスチナ政策に対するアメリカの支援を具現するためにロッジ＝フィッシュ決議案を提出した。

### フィッシュ委員会
ハミルトン・フィッシュは熱心な反共主義者であった。1931年の記事では、フィッシュは共産主義について「世界で最も重要で、最も不可欠で、最も遠くまで及び、そして最も危険な問題」 ("the most important, the most vital, the most far-reaching, and the most dangerous issue in the world") と記し、アメリカ合衆国内の広範囲にわたり共産主義者の影響があると信じていた。
1930年5月5日、フィッシュは下院に180号決議案を提出した。その内容は、アメリカ合衆国内において共産主義者の活動を調査するための委員会の設置を提案するものであった。その結果として生じた委員会は、一般的にはフィッシュ委員会 (the Fish Committee) として知られ、アメリカ合衆国内で共産主義者の活動に関与または活動を支援している疑いのある人物や組織の広範囲に及ぶ調査に着手した。この委員会の調査対象には、アメリカ自由人権協会及び共産党の大統領候補者ウィリアム・Z・フォスターも含まれていた。委員会は、共産主義者を調査し、入国管理と国外追放に関係する法律を強化して共産主義者をアメリカ合衆国から締め出すために、アメリカ合衆国司法省により大きな権限を与えることを勧告した。
1933年、フィッシュが委員会の一員であったとき、委員会はアドルフ・エールトによる『Communism in Germany』（原題：Bewaffneter Aufstand!）というナチの本の翻訳物のアメリカ合衆国での出版を後援した。その前書きでは、委員会が反ユダヤ主義あるいはナチ体制を擁護することになるとして、それを出版しなかったと（委員会は）言った。しかし、これは委員会がナチスとドイツの共産主義者の間の闘争は共産主義から防御するための"効果的な対策"を使用することについての教訓を提供してくれたと信じていたからである。その本は、ユダヤ人はドイツにおける共産主義に責任があるとし、アドルフ・ヒトラーだけがそれを止めることができると主張している。アメリカ系ユダヤ人とリベラル派の団体からの圧力がある中で、フィッシュと他の委員会メンバーは、その本について否認した。また、フィッシュは長く誤りが指摘されてきた『シオン賢者の議定書』を自身の議会事務所から配布した。

### 孤立主義
フィッシュはドイツ国民により親しいアメリカ人の盟友として持ち上げられた。雑誌『タイム』は、かつてフィッシュを「米国一の孤立主義者」 ("the Nation's No. 1 isolationist") と称した。
1939年8月14日、フィッシュはノルウェーのオスロで開かれた列国議会同盟の会議にアメリカ合衆国代表団の総裁として出席し、ヨアヒム・フォン・リッベントロップに招待され途中、ドイツのザルツブルクにて会見した。フィッシュはリッベントロップの私用飛行機に同乗してオスロまで飛んだ。ルーズベルトの前に立ちはだかる強敵であったフィッシュは、ノルウェーでの会議にて、ナチス・ドイツとポーランドとの間に仲裁しダンツィヒ問題を解決することを各国に提言した。
1940年の大統領選挙の直後、フィッシュはルーズベルトに打った電報の中で次のように述べた。「おめでとう。私は国防のために支援することを固く誓う...そしてアメリカが外国の戦争に関わらないためにも。」 ("Congratulations. I pledge my support for national defense... and to keep America out of foreign wars.") 
1941年、アメリカ合衆国におけるナチの諜報員の活動を調査していた司法委員会は、連邦議会議員の孤立主義者による演説内容が中に記された（議員特権として無料で送達される）議会郵便物の入った8つのかばんを押収するために、ワシントンの反英国組織 (Islands for War Debts Committee) の本部に職員を派遣した。フィッシュの首席補佐官であったジョージ・ヒルは、職員が到着する直前に郵便物をフィッシュの事務所の収納庫に持ち去った。
大陪審が召集され、ヒルは次の2点について説明するために出廷するよう命じられた。1つ目は、なぜそんなに反英国組織の郵便物について心配していたのか。2つ目は、ナチのプロパガンダ諜報員であったジョージ・シルヴェスター・ヴィエレックとの密接な関連について（ヴィエレックは後に外国エージェント登録法違反及び反英国組織に資金援助していたことにより有罪判決が下されることになる）。ヒルはそのような郵便物を取り寄せたことはなく、ヴィエレックについても知らなかったと言った。陪審は即座に偽証の罪でヒルを起訴した。
起訴から間もなく、フィッシュはヒルを弁護して次のように主張した。「ジョージ・ヒルは100% O.K.であり、私はジョージ・ヒルを何であれ限界まで支援する。」 ("George Hill is 100% O.K., and I'll back George Hill to the limit on anything.") 裁判中、ヒルはヴィエレックが1940年にキャピトル・ヒルを訪れ、政権の外交政策を痛烈に批判する議会演説の大規模な分配のために段取りをつけたことを説明した。聴聞会の後、陪審は評決に至り、有罪判決が予期されたため、フィッシュは「障害を負い、勲章を受けた第一次世界大戦の従軍兵であり、私の事務所で事務員だったジョージ・ヒルが偽証罪で有罪判決を受けたことを知り、大変残念に思います...ヒル氏はイングランドの家系で...彼は我々の戦争への関与に対して執念を持っていました。」 ("I am very sorry to learn that George Hill, a disabled, decorated veteran of the World War and a clerk in my office, has been convicted of perjury... Mr. Hill is of English ancestry... He had an obsession against our involvement in war.") との声明を発表した。20時間後、陪審はヒルに有罪を宣告した。
1942年の議会中間選挙まで2週間も待たない頃、コラムニストのドリュー・ピアソンの全米の新聞に配信される連載コラム「ワシントン・メリーゴーラウンド」に、1939年にフィッシュがどのようにしてドイツと関係のある筋から3100ドルを現金で受け取ったのかについての詳細が記述された。

### 公民権
フィッシュはアフリカ系アメリカ人の（特に軍における）公民権に賛成を唱え続けた。フィッシュは、反リンチ法案を通過させるため、他の共和党議員や北部の民主党議員と三度協力した。これらの法案が下院を通過するたびに—1922年、1937年、1940年—上院の南部の民主党議員は法案の通過を阻止し、法の成立を阻むことに成功した。
1940年、フィッシュは1941年軍事歳出予算法案に修正を加えることに成功した。この法律は増大する労働力、設備、そしてアメリカ合衆国が第二次世界大戦に参戦する可能性に備えるために資金を提供することを含んでいた。フィッシュの加えた修正は、軍人の選抜と訓練における人種差別を禁じており、これは後に軍の人種差別を廃止に導く重要な一歩だと受け止められた。
ルーズベルト大統領は1941年の一般教書演説の中で四つの自由 を明確に述べた。1944年にフィッシュは自身の第一次世界大戦の経験とルーズベルトの「四つの自由」が軍においてアフリカ系アメリカ人を平等に扱うよう提唱することを述べたことを思い出しながら、他の下院議員に次のように述べた。「1400万人の忠誠心のあるアメリカ人には「四つの自由」の発展が戦争中に当然あるものと思う権利があり、彼らの息子たちにも、その歴史上最も大きなこの戦争においてアメリカ合衆国を守るために戦闘部隊で訓練を受け、軍役に服し、戦う他のどのアメリカ人とも同じ権利が与えられるものである。」 ("Fourteen millions of loyal Americans have the right to expect that in a war for the advancement of the 'Four Freedoms' that their sons be given the same right as any other American to train, to serve, and to fight in combat units in defense of the United States in this greatest war in its history.") 

### フィッシュを打倒するための英国の宣伝工作
イギリス安全保障調整局 (The British Security Coordination; BSC) は、偽装団体、キャンペーン、実力派の工作員を通して、アメリカの連邦議会下院議員に影響を与えようと試みる多大な努力に焦点を当てた。1940年にBSCの工作員は、すべての孤立主義者の上院議員及び下院議員をひどく怖がらせるために、ハミルトン・フィッシュを打倒するための超党派委員会 (Nonpartisan Committee to Defeat Hamilton Fish) を運営した。委員会はフィッシュの政敵のためにかなりの額の資金を調達し、メディアを使った複数の攻撃を図り、選挙の直前に犯行の無実の罪を着せ、不忠実をもってフィッシュを非難する本の配布に手を貸した。歴史上の文書が示すところでは、ほとんどの攻撃はフィッシュの選挙区の外から生じたものであったけれども、委員会は可能な限りフィッシュへの攻撃が彼の選挙区から生じたかのように見えるよう仕向けた。フィッシュは1940年の攻撃を生き延びたが、2年前に行われた選挙と比べて半分以下の得票差での勝利となった。

### 戦時の選挙
1942年の選挙で、フィッシュは（他のかつての孤立主義者と同様に）弱い立場にあるとみなされた。フィッシュを選出したオレンジ及びパットナム選挙区は、フィッシュに対して背を向け始めた。世論調査では、不正確ながら、フィッシュは共和党の予備選挙ですら勝てないだろうと予測された。フィッシュの22年間の選挙運動で初めて選挙事務所の本部を開いた。その後間もなくフィッシュは人気のある共和党の候補者で州知事のトマス・デューイに拒否された。しかし、1942年11月、戦場での来るべき勝利を有権者が待ち望んでいたときに選挙が行われ、フィッシュは民主党の候補を4000票差で破った。
しかしながら、1944年に実施された議席数の再分配により、フィッシュの選挙区であったニューヨーク26区の区割りは再編された。同年、フィッシュはニューヨーク29区から立候補した。29区には、もはやフィッシュの地元であるパットナム郡は含まれなくなったが、前の選挙区からオレンジ郡が編入されたほか、3つの新しい郡が含まれた。オーガスタス・W・ベネットがフィッシュを約5000票差で破った。雑誌『タイム』の報道によれば、「ニューヨーク州では、わが国にとってうれしいことには、狂信的な反ルーズベルトの孤立主義者ハミルトン・フィッシュは24年間議員であった後（選挙の結果）退いた。彼の後継者は、リベラルなニューバーグの弁護士オーガスタス・W・ベネットだ。」 ("In New York, to the nation's delight, down went rabid anti-Roosevelt isolationist Hamilton Fish, after 24 years in Congress. His successor: liberal Augustus W. Bennet, Newburgh lawyer.") 
議会を去るにあたって、フィッシュは選挙の後の敗北宣言の中で、「私の敗北は、おそらく25万ドルを上回るであろう多くの不正資金により支援されたニューヨーク市から、共産主義的な赤の勢力の功績であると広く信じられるべきである。」 ("my defeat should be largely credited to Communistic and Red forces from New York City backed by a large slush fund probably exceeding $250,000.") と述べた。数週間後にそれを見たフィッシュは「私を打ち負かすには、ニューディール政権のほとんどとモスクワの半分と40万ドルとデューイ知事を必要とした...」 ("It took most of the New Deal Administration, half of Moscow, $400,000, and Governor Dewey to defeat me...") と述べた。
選挙で敗北して苦い思いをしたフィッシュは、すぐにロバート・F・カトラー（良い政府委員会の幹事）を名誉毀損で告訴し、フィッシュがナチのシンパであるかのように描写した広告に対する損害賠償金として25万ドルを求めた。その広告には、フィッシュがアメリカの指導者 ("American Führer") フリッツ・クーンと関連があるような描写もあった。フィッシュはその後、和解なしでこの訴訟を取り下げることになる。

## 議員退任後
フィッシュは真珠湾攻撃の復讐のために陸軍に志願するつもりだと1941年12月8日に誓ったのであったが、フィッシュは第二次世界大戦には参加しなかった。当時フィッシュは既に53歳であった。
フィッシュは第一次世界大戦の小史と自叙伝『Hamilton Fish: Memoir of an American Patriot』を書き、自身の死後間もなく出版した。フィッシュは長きにわたり様々な政治と復員軍人の機能に精通した演説家である一方で、疲れを知らない旅人でもあった。フィッシュはしばしばそれを車で行うことで知られた。ほとんどいつもフィッシュはそのような演説を次のような言葉で締めくくった。「もしも住む価値のある国があるとしたら、もしもそのために戦う価値のある国があるとしたら、そして、もしもそのために死ぬ価値のある国があるとしたら、それはアメリカ合衆国である。」 ("If there is any country worth living in, if there is any country worth fighting for, and if there is any country worth dying for, it is the United States of America.") 1958年にフィッシュは、両方の世界大戦においてフランスで軍役に服したアメリカの将校と彼らの子孫でつくる、世襲の愛国的な団体としてオーダー・オブ・ラファイエット (Order of Lafayette) を創設し、フィッシュはオーダーの初代総裁に就任した。
ハミルトン・フィッシュ3世は、1981年のウォーレン・ベイティ監督・主演作の映画「レッズ」に出演した目撃者（役）の一人であった。この映画は、ジャーナリストのジョン・リードの生涯と、ロシアを共産主義国家ソビエト社会主義共和国連邦の建国に導くことになった1917年の十月革命の間の彼の数々の体験を描いた作品である。映画製作の一環として、制作班は1970年代に1917年の出来事を目撃した複数の個人にインタビューを行った。それらのインタビューは、場所や出来事の描写と場面の間の橋渡しのために映画全編を通して使用された。
ハミルトン・フィッシュは90代になるまで保守系サークルで意欲的に活動し続けた。1988年に孫のハミルトン・フィッシュ5世がウエストチェスター郡選挙区から民主党の候補者として出馬したときには、孫を共産主義者だとして嘲り、同じ選挙戦を戦っていた共和党候補に100ドルを寄付した。
フィッシュは1991年1月18日にニューヨーク州コールドスプリングにて死去した。そして、ニューヨーク州ギャリソンのセント・フィリップス・チャーチ・セメテリー (Saint Philip's Church Cemetery) に埋葬された。

## 先祖と子孫
彼は直系の家系では3代目のハミルトン・フィッシュであったが、彼の父や彼の息子と同様に、連邦議会議員在職中はハミルトン・フィッシュ・ジュニア (Hamilton Fish, Jr.) として知られていた。また、彼の孫もハミルトン・フィッシュ3世 (Hamilton Fish III) として知られており、1994年にハミルトン・フィッシュ・ジュニア (Hamilton Fish, Jr.) として連邦議会議員に立候補して落選する前は、リベラル雑誌『The Nation』の編集発行人であった。この孫はハミルトン・フィッシュ5世 (Hamilton Fish V) として言及されることもある。1988年9月9日にハミルトン・フィッシュ3世は、彼にとって4人目の妻であり最後の妻となるリディア・アンブロジオ・フィッシュ (Lydia Ambrogio Fish) と結婚し、彼が亡くなるまで夫婦であり続けた。リディアは2015年1月12日にニューヨーク州ポート・ジャービスにて死去した。

## 著作
- The Challenge of World Communism. Milwaukee: The Bruce Publishing company, 1946.
- The Red Plotters. New York: Domestic And Foreign Affairs Publishers, 1947.
- FDR: The Other Side of the Coin., 1976.
  - 『ルーズベルトの開戦責任　大統領が最も恐れた男の証言』 渡辺惣樹訳、草思社, 2014. ISBN 4-7942-2062-6／草思社文庫, 2017. ISBN 4-7942-2266-1
- Tragic Deception: FDR and America's Involvement in World War II. Devin-Adair, 1983.
  - 『日米・開戦の悲劇　誰が第二次大戦を招いたのか』 岡崎久彦監訳、PHP研究所, 1985／PHP文庫, 1992.
- Hamilton Fish: Memoir of an American Patriot.  Chicago: Regnery Publishing, 1991.

### 日本語文献
- 青柳武彦 『ルーズベルトは米国民を裏切り日本を戦争に引きずり込んだ』 ハート出版, 2017、普及版2024
  - 著作の解説。副題に、アメリカ共和党元党首[注釈 1]H・フィッシュが暴く日米戦の真相
- ジェフリー・レコード 『アメリカはいかにして日本を追い詰めたか　「米国陸軍戦略研究所レポート」から読み解く日米開戦』渡辺惣樹訳・解説、草思社, 2013／草思社文庫, 2017
- ジョージ・モーゲンスターン 『真珠湾　日米開戦の真相とルーズベルトの責任』渡邉明訳、錦正社, 1999